# Chuc Hoang
Chuc Hoang là một doanh nhân người Pháp gốc Việt, ông là người giàu thứ 176 của Pháp. Ông đang có ý định mua lại Công ty quản lý tháp Eiffel trong một thương vụ trị giá khoảng 250 triệu euro.

## Sự nghiệp
Chuc Hoang sang Pháp học Trường Trung học Saint-Louis, rồi học đại học tại Trường Bách khoa Paris. Ông ra trường năm 1966, cùng khóa với Thierry Desmarest (nguyên Chủ tịch Tập đoàn Dầu hỏa Total) và Jean-François Roverato (nguyên Chủ tịch Công ty Xây dựng Eiffage)..

## Vinh danh
- Bắc Đẩu Bội tinh[3]
- Một học bổng dành cho sinh viên Việt Nam được mang tên ông.